# Вишевичі
Више́вичі — село в Україні, адміністративний центр Вишевицької сільської територіальної громади Житомирського району Житомирської області. Кількість населення становить 1 538 осіб (2001). До 1923 року — центр колишньої Вишевицької волості, у 1923—2015 роках — адміністративний центр колишньої однойменної сільської ради.

## Загальна інформація
Розташоване на лівому березі річки Тетерів, за 34 км південніше Радомишля та за 12 км від залізничної станції Ірша.

## Населення
У 1783 році лічилося тут 648 душ обох статей у 80 хатах, в середині 19 століття — 1 106 жителів.
За довідником 1885 року в селі мешкало 1 082 особи, налічувалося 148 дворових господарств, наприкінці 19 століття — 2 012 осіб, з них 1 004 чоловік та 1 008 жінок, дворів — 357.
Відповідно до результатів перепису населення Російської імперії 1897 року, загальна кількість мешканців села становила 1 966 осіб, з них: православних — 1 820, чоловіків — 973, жінок — 993.
На початок 1970-х років село мало 743 двори із населенням 2 287 осіб.
Відповідно до результатів перепису населення СРСР, кількість населення, станом на 12 січня 1989 року, становила 1 833 особи. Станом на 5 грудня 2001 року, відповідно до перепису населення України, кількість мешканців села становила 1 538 осіб.

### Мова
Розподіл населення за рідною мовою за даними перепису 2001 року:
| Мова       | Кількість | Відсоток |
| ---------- | --------- | -------- |
| українська | 1507      | 97.98%   |
| російська  | 28        | 1.82%    |
| румунська  | 2         | 0.13%    |
| білоруська | 1         | 0.07%    |
| Усього     | 1538      | 100%     |

## Історія
Біля села знайдено два поховання в кам'яних гробницях мідної доби. Відповідно до переліку податків Київського воєводства, з 1581 року село належало київському Печерському монастиреві, який у 1628 році платив з села від 7 димів, 2 городників та 1 убогого. У 1618 році поміщик Остап Стрибель скаржився, між іншими, на селян із Вишевич, котрі 10 й 15 квітня пограбували його маєток, зокрема села Левків та Ходори. Згадується у люстрації Київського воєводства 1754 року, належало до Радомисля, сплачувало з 54 дворів 8 злотих і 8 грошів до замку та 33 злотих і 2 гроші до скарбу. У 18 столітті село належало Немиричам, після них — Злотницьким, від яких маєток купили Оскерки.
У середині 19 століття — село на лівому березі Тетерева, за 4 версти нижче від Межирічки. Належить, разом із Меделівкою та Білою Криницею й 3 648 десятин землі, Каетанові та Владиславові Оскіркам. Дерев'яну церкву збудовано 1726 року, була відновлена й розширена. При церкві 48 десятин землі. До парафії належали сільця Меделівка (4 версти) та Біла Криниця (4 версти). У 1870 році село від Оскерків придбав Королев, який продав у 1885 році Аполонові Лоському 818 десятин вживаної землі, 1 738 десятин лісу та 231 десятину невживаних земель.
За довідником 1885 року — колишнє власницьке село Вишевицької волості Радомисльського повіту Київської губернії, на річці Тетерів. Були волосне правління, церковна парафія, костел, школа, заїзд, лавка. У 1886 році, за Похилевичем, у парафії налічувалося 1 381 православний мешканець, 94 католики та 175 юдеїв.
Наприкінці 19 століття — власницьке село Вишевицької волості (3-го стану Радомисльського повіту Київської губернії. Розкинулося на межі з Київського повітом, на лівому березі Тетерева, який звідси стає сплавним, головне для плотів. Відстань до повітового центру, м. Радомисль, де розміщувалася також найближча поштово-телеграфна станція — 18 верст, до найближчої залізничної станції Фастів — 88 верст, поштова земська станція розміщувалася у селі. Основним заняттям мешканців було хліборобство. У селі числилося 4 791 десятина землі, з яких 2 836 десятин належало поміщикам, 1 865 десятин — селянам (465 осіб), 49 десятин — іншим прошаркам та 49 десятин — церкві. Село належало П. І. Тимофієвичу. Господарство вів управитель Демченко, за трипільною сівозміною, як і селяни. В селі були церква, костел, церковно-парафіяльна школа, поміщицька винокурня, водяний млин (належав місцевим селянам, перебував у оренді в міщан Клюска та Даниленка), 3 кузні, фельдшер, хлібна комора. Пожежний обоз складався з 8 бочок та 5 багрів. Костел збудовано у 1820 році, римокатолицька парафія, з філією у Радомислю та каплицею в Кримку, входила до Радомисльського деканату, налічувала 1 022 вірян.
У 1923 році включене до складу новоствореної Вишевицької сільської ради, яка 7 березня 1923 року увійшла до складу новоутвореного Радомишльського району Малинської округи, адміністративний центр ради.
На фронтах Другої світової війни воювали 400 селян, 185 з них загинули, 270 нагороджені орденами й медалями. У 1960 році на їх честь встановлено обеліск.
В радянські часи в селі розміщувалася центральна садиба колгоспу, який обробляв 6 110 га сільськогосподарських угідь, у тому числі 4 434 га ріллі, вирощували зернові культури, льон, картоплю, мали розвинуте м'ясо-молочне тваринництво. Також були цегельний завод та відділення райсільгосптехніки. 119 колгоспників нагороджені орденами й медалями СРСР, між ними доярку Н. М. Волошину, завідувача фермою М. І. Сташенка — орденом Леніна, голову колгоспу О. Ю. Ситника, телятницю Г. Я. Юрченко, завідувача виробничою дільницею В. А. Чирку та бригадира А. К. Гарбара — орденом Трудового Червоного Прапора. Ланковій М. С. Худолій присвоєно звання Героя Соціалістичної Праці.
У селі були середня школа, восьмирічна школа-інтернат, будинок культури, бібліотека, дільнична лікарня, пологовий будинок, аптека, відділення зв'язку, дитячий садок.
30 грудня 1962 року, в складі сільської ради, передане до Малинського району Житомирської області, 4 січня 1965 року повернуте до складу відновленого Радомишльського району Житомирської області.
7 серпня 2015 року увійшло до складу новоутвореної Вишевицької сільської територіальної громади Радомишльського району Житомирської області. Від 19 липня 2020 року, разом з громадою, в складі новоствореного Житомирського району Житомирської області.

## Відомі люди
- Глубоков Володимир Петрович (1978—2015) — майор Збройних сил України, учасник російсько-української війни.
- Ельгорт Бума Борисович (1923—1989) — український краєзнавець, історик.